# Kecerovce
Kecerovce (in ungherese Kecer) è un comune della Slovacchia facente parte del distretto di Košice-okolie, nella regione di Košice.
Nel comune è prevista la costruzione di una centrale nucleare.